# Споменик Карађорђу у Орашцу
Споменик Карађорђу у Орашцу, налази се у оквиру спомен комплекса Орашац, испред ОШ „Први српски устанак”.
Подигнут је 2004. године поводом двестагодишњице од подизања Првог српског устанка. Урађен је у белом венчачком мермеру, висине 3,40m. Споменик је подигла Општина Аранђеловац, а дело је вајарке Дринке Радовановић.